# Anabathmis reichenbachii
Anabathmis reichenbachii là một loài chim trong họ Nectariniidae.